# Big Fish
Big Fish (Alternativtitel: Big Fish – Der Zauber, der ein Leben zur Legende macht) ist eine Familien-Tragikomödie des US-amerikanischen Regisseurs Tim Burton aus dem Jahr 2003 nach dem gleichnamigen Roman von Daniel Wallace. Größtenteils erzählt er in fantastisch anmutenden Rückblenden das Leben Edward Blooms, das Kernthema des Films aber ist der Konflikt zwischen dem Fabulierer Edward und dessen eher nüchternem Sohn William. Der Film startete am 8. April 2004 in den deutschen Kinos.

## Handlung
Selbst als der grandiose Geschichtenerzähler Edward Bloom im Sterben liegt, erzählt er seine so gern gehörte, teils unglaubliche Lebensgeschichte.
Seinen Erzählungen nach wuchs er viel zu schnell, war daher drei Jahre lang ans Bett gefesselt, sah im Auge einer Hexe seinen eigenen Tod voraus und wurde später der ganze Stolz Ashtons, der Kleinstadt, in der er aufwuchs. Als ein Riese namens Karl die Stadt heimsucht und Schafe und Kornfelder verdrückt, erklärt sich Edward bereit, mit diesem zu sprechen – und er kann ihn überzeugen, mit ihm die Stadt zu verlassen.
Kurzzeitig trennen sich ihre Wege. Edward gerät auf einem verwilderten Weg in den Ort Spectre, in dem alle Bewohner in Harmonie und wie im Paradies leben. Dort lernt er das kleine Mädchen Jenny kennen. Die Bewohner hätten ihn (wie zuvor den aus Ashton verschwundenen Dichter Norther Winslow) gern dort behalten, doch er will weiter. Nach seiner Abreise aus Spectre landen er und der Riese bei einem Zirkus, wo der seine Bestimmung findet und Edward die Liebe seines Lebens (Sandra), die er jedoch wieder aus den Augen verliert. Da Zirkusdirektor Amos Sandra kennt, arbeitet Edward drei Jahre lang für den Zirkus, um Monat für Monat mehr über sie zu erfahren. Jedoch erfährt er weder ihren Namen noch ihre Adresse. Als er den Zirkusdirektor eines Abends schließlich zur Rede stellen will, hat sich dieser in einen Werwolf verwandelt. Edward kann sich gegen ihn behaupten und am nächsten Morgen erzählt ihm der zurückverwandelte Amos alles über Sandra.

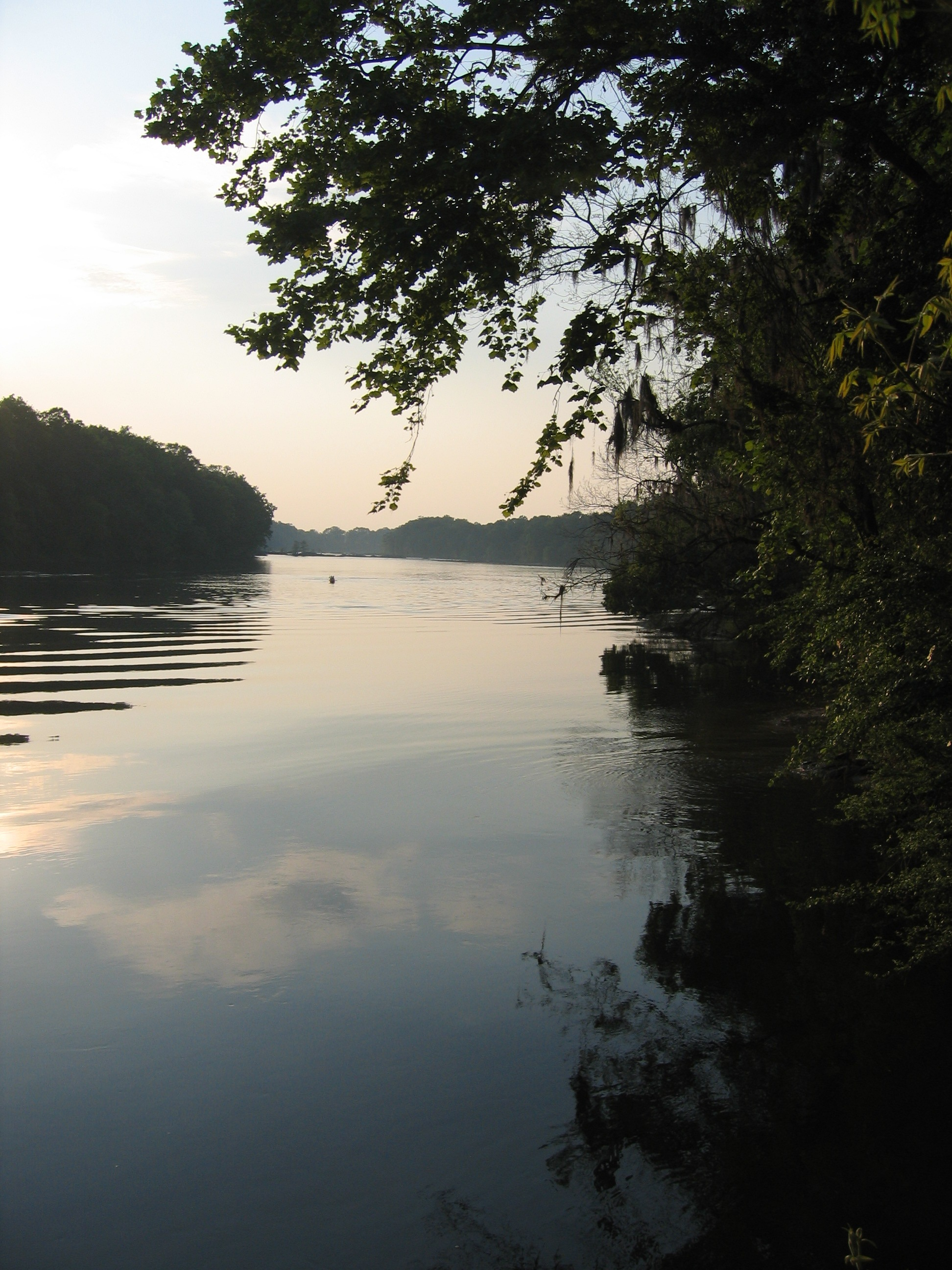
Coosa River bei Wetumpka, Drehorte

Edward bricht sofort auf und findet sie. Sie ist bereits mit einem wenige Jahre älteren Jungen, der ebenfalls aus Ashton stammt, verlobt. Edward bleibt jedoch hartnäckig und pflanzt ein großes Feld mit gelben Narzissen, ihren Lieblingsblumen. Als ihr Verlobter auftaucht, schlägt dieser Edward zusammen, um ihm klarzumachen, dass Sandra bereits vergeben sei. Sandra, die ihren Verlobten kaum zurückhalten kann, gibt diesem den Verlobungsring zurück.
Sie heiratet tatsächlich den beharrlichen Edward, dieser muss aber nach der Hochzeit sofort in den Korea-Krieg. Dort meldet er sich als Freiwilliger für alle gefährlichen Einsätze, um schneller wieder nach Hause zu kommen. Bei einem Einsatz soll er Pläne aus einem feindlichen Lager stehlen. Er entkommt mit Hilfe zweier Sängerinnen, den Siamesischen Zwillingen Ping und Jing, die er mit in die USA nimmt, um ihnen eine große Karriere zu ermöglichen.
Nach dem Krieg kehrt der zwischenzeitlich Totgeglaubte heim und arbeitet als Handelsvertreter. Während dieser Tätigkeit begegnet er auch dem Dichter Norther Winslow, der wie Edward ebenfalls Spectre verlassen hatte, wieder. Dieser überfällt gerade eine Bank, und Edward soll ihm gleich dabei helfen. Die Beute ist gering, da der Tresor leer ist, doch ihre Flucht gelingt. Winslow will nun an die Wall Street gehen, um das große Geld zu machen. Später schickt er Edward einen Scheck über 10.000 Dollar für seine Dienste als „Berufsberater“, damit kauft Edward sein Traumhaus.
Eines Tages kommt er durch Zufall nach Spectre zurück, das heruntergekommen ist und zur Versteigerung ansteht. Er entschließt sich, mit finanziellen Mitteln seiner Freunde, denen er in seinem früheren Leben geholfen hat, die Stadt zu kaufen, zu erhalten und die Menschen dort wohnen zu lassen. Dabei trifft er auch Jenny wieder, die jetzt eine erwachsene Frau und immer noch in ihn verliebt ist und er renoviert auch ihr Haus.
Edwards einziger Sohn William sieht die ständige Erzählerei seines Vaters sehr kritisch. Als Kind hörte er die Geschichten gerne, mit der Zeit aber versuchte er immer wieder vergeblich, die Wahrheit in den Geschichten seines Vaters zu finden. Da er von seinem Vater nichts erfahren konnte, sucht er Jenny auf und sie erzählt ihm das damals Geschehene. Edward hat die Stadt wirklich vor dem Bankrott gerettet und er hat sie mit Hilfe seiner Freunde vom Calloway Circus wieder aufgebaut. Will nimmt an, dass Jenny eine Affäre mit seinem Vater hatte, aber sie erklärt ihm, dass sein Vater seiner Mutter treu blieb.
In der Zwischenzeit wurde sein Vater nach einem Schlaganfall ins Krankenhaus gebracht. Dort trifft William den Hausarzt, der ihm sagt, dass seine Geburt eher unspektakulär war und sein Vater gar nicht da gewesen sei.
Am Sterbebett soll Will das „letzte Kapitel“ selbst erzählen, da sein Vater nicht mehr dazu in der Lage ist. Er beschreibt seinem Vater ihre fantastische und mutige Flucht aus dem Krankenhaus an den nahe gelegenen Fluss. Dort warten schon alle Figuren aus Edwards Vergangenheit auf ihn. Will taucht Edward in den Fluss, wo er sich in den titelgebenden Katzenwels verwandelt und wegschwimmt. Ein zufriedener Edward stirbt mit der Gewissheit, dass Will endlich seine Liebe zum Geschichtenerzählen versteht.
Bei Edwards echter Beerdigung erscheinen dann tatsächlich einige Personen aus seinen Geschichten: der nicht ganz so große Riese Karl, der Zirkusdirektor, die Zwillinge, wie auch Norther Winslow. In den übertriebenen und ausgeschmückten Erzählungen steckte eben doch ein Körnchen Wahrheit.

## Erfolge und Auszeichnungen
Der Film wurde in den Kategorien „Bester Nebendarsteller“ (Albert Finney), „Bester Film (Musical oder Komödie)“, „Beste Musik“ (Danny Elfman) und „Bester Song“ (Pearl Jam für "Man of the Hour") für den Golden Globe nominiert. Zudem war die Musik von Danny Elfman für den Oscar nominiert. Der Film spielte etwa 122 Millionen US-Dollar ein bei Produktionskosten von ca. 70 Millionen US-Dollar.

## Synchronisation
Für das Dialogbuch und die Dialogregie war Axel Malzacher im Auftrag der PPA Film GmbH Pierre Peters-Arnolds München zuständig.
| Rolle            | Darsteller                               | Deutscher Sprecher                         |
| ---------------- | ---------------------------------------- | ------------------------------------------ |
| Edward Bloom     | Ewan McGregor (jung) Albert Finney (alt) | Philipp Moog (jung) Jochen Striebeck (alt) |
| Sandra Bloom     | Alison Lohman (jung) Jessica Lange (alt) | Barbi Schiller (jung) Dagmar Heller (alt)  |
| William Bloom    | Billy Crudup                             | Manou Lubowski                             |
| Josephine        | Marion Cotillard                         | Catherine Collin                           |
| Amos Calloway    | Danny DeVito                             | Klaus Sonnenschein                         |
| Karl der Riese   | Matthew McGrory                          | Christoph Jablonka                         |
| Norther Winslow  | Steve Buscemi                            | Tobias Lelle                               |
| Jenny/Hexe       | Helena Bonham Carter                     | Melanie Pukaß                              |
| Dr. Bennett      | Robert Guillaume                         | Fred Maire                                 |
| Beamen           | Loudon Wainwright                        | Ulrich Frank                               |
| Ruthie (8 Jahre) | Miley Cyrus                              | Malika Bayerwaltes                         |
| Don Price        | David Denman                             | Christian Weygand                          |
| Bürgermeister    | Charles McLawhorn                        | Klaus Höhne                                |
| Econ-Professor   | Daniel Wallace                           | Fabian von Klitzing                        |
| Jenny (8 Jahre)  | Hailey Anne Nelson                       | Geraldine Haacke-Guillaume                 |
| Mildred          | Missi Pyle                               | Veronika Neugebauer                        |

## Kritik
„Die schwelgerisch erzählte, höchst unterhaltsame Schelmengeschichte verdichtet sich unter der grandiosen Bildregie zu einer Hommage ans Geschichtenerzählen und ans Kino, wobei sich Mythen, Münchhausiaden und Wirklichkeit zu einer stimmigen Einheit verbinden.“

„Mit viel Lust am Fabulieren schlägt Regisseur Tim Burton der Realität ein Schnippchen. – Poetische Ode an die Erzählkunst.“

„Trotz einer nicht restlos geglückten Rahmenhandlung, auf der das Muster Vernunft-Träumerei abgehandelt wird, und einiger Spannungsschlappen im Märchenstrang ist ‚Big Fish‘ hin und wieder Kitsch, insgesamt aber berührende Phantasie.“

„Ein opulent ausgestattetes, hoffnungslos romantisches Fantasy-Märchen, das wie eine Optimismuspille wirkt. Bewegte Bilderbuchwelten für Erwachsene.“

## Trivia
In Spectre taucht in zwei kurzen Einstellungen ein Banjo-Spieler auf, der Neuankömmlinge mit dem Stück Dueling Banjos begrüßt. Bei dem Schauspieler handelt es sich um Billy Redden, der seit seinem Auftritt in einer Kultszene des Films Beim Sterben ist jeder der Erste von 1972 nicht mehr vor der Kamera gestanden hatte. Burton hatte gezielt nach Redden gesucht und ihn in Clayton (Georgia) gefunden, wo dieser als Teilhaber eines Cafés auch noch als Koch und Tellerwäscher arbeitete.
Zu Beginn des Films besucht der junge Edward Bloom mit seinen Freunden eine Hexe, gespielt von Helena Bonham Carter, die einem der Freunde zufolge aus Menschen Seife macht.
Bonham Carter spielte in Fight Club die Geliebte von Tyler Durden, der nachts Fett aus einer Fettabsaugeklinik stiehlt, um daraus Seife zu fertigen.
Tim Burton erzählt im Interview, dass sein eigener Vater kurz vor Drehbeginn gestorben sei. Er hätte den Film zuvor nicht machen können, da er kein besonders enges Verhältnis zu seinem Vater hatte, aber sein Tod sei trotzdem ein Schock für ihn gewesen. Das Spiel mit Phantasie und Realität, was ist wahr und was nicht, habe ihn fasziniert und er erkenne sich am ehesten in der Rolle des Edward Bloom. Auch der Produzent Zanuck hatte eine schwierige Beziehung zu seinem Vater, Darryl F. Zanuck, der ihn einst als Produktionsleiter bei 20th Century Fox entlassen hatte.